# Howdahpistole

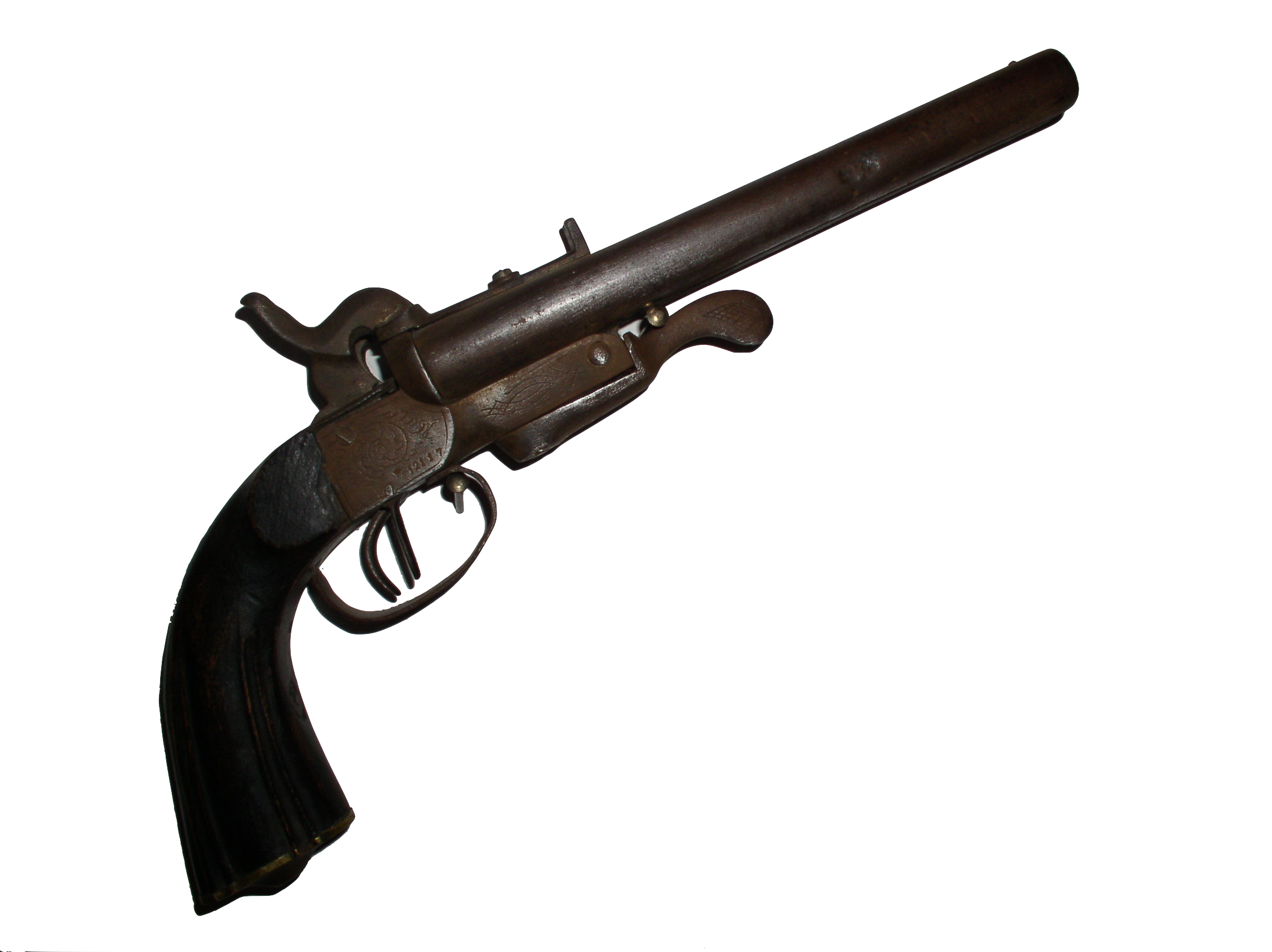
Howdahpistole, 13 mm Lefaucheux

Howdahpistolen sind mehrläufige Kipplaufpistolen zur Nahbereichsverteidigung bei der Großwildjagd mit für Pistolen vergleichsweise großen Kalibern. Sie wurden nach der Howdah, dem Sattel auf dem Elefantenrücken, benannt, auf dem Großwildjäger während der Jagd sitzen. Das Kaliber von Howdahpistolen reicht von etwa 11 mm (.45) bis zu 26 mm (4-gauge).

## Geschichte
Als englische Kolonialoffiziere und -beamte im ausgehenden 17. Jahrhundert begannen, Großwild im indischen Dschungel zu jagen, kam es mitunter vor, dass ein Tiger die Jäger auf dem Elefanten angriff. Daher wurde neben dem (oder den) Gewehr(en) eine handliche Kurzwaffe für die Nahdistanz benötigt, die einen Tiger mit einem Schuss stoppen konnte und für den Notfall noch einen schnellen Zweitschuss ermöglichte.
Die ersten Howdahpistolen waren vermutlich gekürzte Vorderlader-Steinschloß-Doppelbüchsen. Später wurden Howdahpistolen von englischen Büchsenmachern speziell angefertigt.
Großwildjäger führten Howdahpistolen nicht nur in Indien, sondern auch in Afrika bei der Löwen-, Nashorn-, Elefanten- und Kaffernbüffeljagd.

## Technik

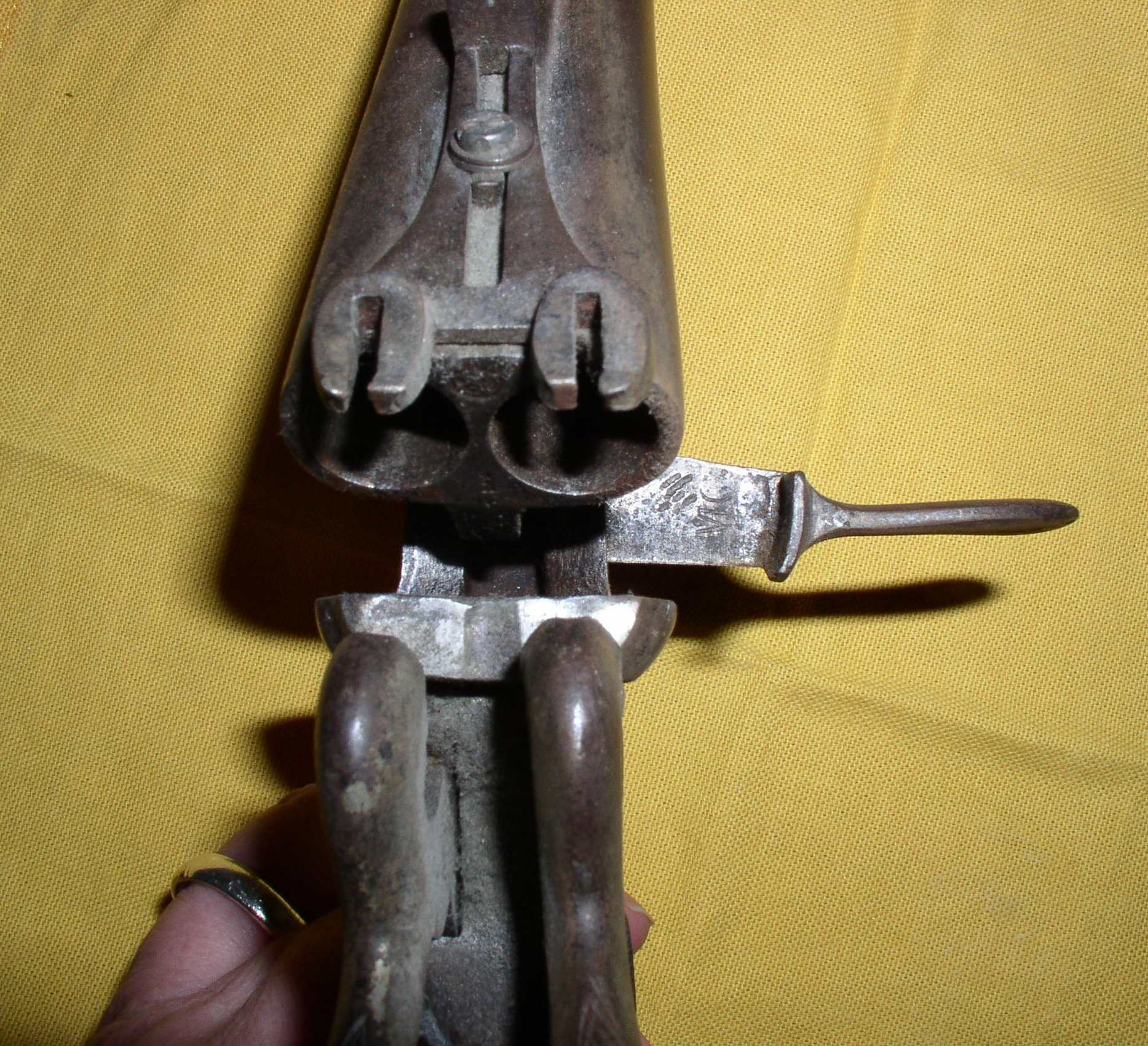
Verschluss geöffnet

Waffentechnisch nahmen sie dieselbe Entwicklung wie die Büchsen, vom Steinschloss über das Perkussionsschloss hin zu Metallpatronen in Hinterladern wie der .577 Snider. Moderne Howdahpistolen haben Baskülen mit innenliegenden Schlössern.
Die meisten Howdahpistolen haben zwei Läufe, es gab aber auch vierläufige Pistolen. Der Kipplaufverschluss wird – im Gegensatz zu den Doppelbüchsen – meistens durch einen unter den Läufen befindlichen Hebel betätigt, der zur Seite ausgeschwenkt wird.

## Trivia
Im Film Der Geist und die Dunkelheit verliert einer der beiden Hauptcharaktere, John Henry Patterson, im entscheidenden Kampf mit dem verbleibenden Löwen sein Gewehr und verwundet diesen mit zwei Schüssen aus seiner Howdahpistole. Er tötet ihn schließlich mit zwei weiteren Schüssen aus der Doppelbüchse seines einheimischen Jagdhelfers.